# Птолемей XIV
Птолемей XIV Неотерос Філопатор (59 до н. е. —44 до н. е.) — цар Єгипту у 47 до н. е.—44 до н. е..

## Життєпис
Походив з династії Птолемеїв. Син Птолемея XII, царя Єгипту, та Клеопатри VI. Був доволі малолітнім під час боротьби за владу його батьків та братів і сестер. 
У 47 до н. е. під Олександрійської війни між Гаєм Цезарем та Птолемеєм XIII не стояв на жодному боці. Після загибелі Птолемея XIII фактичну владу перебрала його сестра Клеопатра VII. Вона, виходячи з династичних традицій, одружилася з Птолемеєм XIV. Втім, цей шлюб був формальним.
У 44 до н. е. Птолемей XIV разом із сестрою-дружиною брав участь у делегації до Риму. Невдовзі по поверненню його за наказом Клеопатри було отруєно.